# Wotrubakirche
Wotrubakirche (właściwie Kościół Świętej Trójcy, niem. Kirche Zur Heiligsten Dreifaltigkeit) – rzymskokatolicki kościół w Wiedniu, w dzielnicy Mauer. Wybudowany w latach 1974–1976, według planów rzeźbiarza Fritza Wotruby, jest jednym z najciekawszych obiektów sakralnych stolicy Austrii.

## Lokalizacja
Wotrubakirche znajduje się w pobliżu szczytu Georgenberg w Wienerwaldzie, przy skraju stałej zabudowy miejskiej (na tym terenie w przewadze willowej). Stoi przy skrzyżowaniu ulic Rysergasse i Georgsgasse. Jest to dzielnica 23. – Liesing. Adres: Rysergasse 2.

## Historia
Kościół powstał z inicjatywy dr Margaret Ottilinger, w oparciu o pomysł wiedeńskiego rzeźbiarza Fritza Wotruby (1907–1975), który w końcowej fazie życia skłonił się ku rzeźbie i architekturze sakralnej. Realizację wspierał architekt Fritz Mayr. Architekt początkowo zamierzał wykonać obiekt w granicie, w miejscowości Bad Traunstein, ale z uwagi na kontrowersyjną bryłę świątyni, nie wyrazili na to zgody tamtejsi mieszkańcy. Ostatecznie kościół powstał w liberalniejszym Wiedniu, ale oddano go do użytku już po śmierci Wotruby (koniec 1976). Było to szczytowe dzieło życia artysty.

## Architektura
Budynek powstał ze 152 brył surowego betonu. Poszczególne bloki mają rozmiary od 0,84 m³ do 64 m³. Największy blok mierzy 13,10 m długości. Forma budynku przedstawia sobą kontrast poziomu i pionu, światła i cienia, wywierania obciążeń i ich przenoszenia. Pomiędzy blokami umieszczone są duże tafle szklane, zapewniające dopływ światła i efektowną jego grę we wnętrzu bryły. Budynek został wyposażony w smukłą stolarkę okienną wykonaną ze stali nierdzewnej. Ogólnie obiekt ma 30 metrów długości, 22 m szerokości i 15,5 m wysokości. Na ścianie ołtarzowej wisi duży krucyfiks, który Wotruba zaprojektował dla kościoła w Bruchsal.
Pod ziemią jest sala parafialna wykończona drewnem.
Architektura kościoła reprezentuje brutalizm. Przemawia także do widza formami kubistycznymi, którym wierny był Wotruba przez całe życie. Przejawia się tutaj także duch futuryzmu – kościół zdaje się przemieszczać w przestrzeni, ulegać stałym przemianom, co może symbolizować jego sytuację w czasach modernizmu. Wotrubakirche może być też uznany za wczesny przejaw dekonstruktywizmu. Kościół jest asymetryczny i pozornie chaotyczny, ale w takiej strukturze, według Wotruby, kryje się harmonia i atmosfera sprzyjająca medytacji.

## Dojazd
Dojazd zapewniają autobusy aglomeracyjnego przewoźnika wiedeńskiego – Wiener Linien, linii 60A, kursujące ze stacji S-Bahn Liesing (strefa 100, miejska, obowiązują bilety dobowe).